# Criterio di Ostriker-Peebles
In astronomia, il criterio di Ostriker-Peebles, che prende il nome dai suoi scopritori Jeremiah Ostriker e James Peebles, descrive la formazione delle galassie barrate.
Il disco rotante di una galassia a spirale, costituito da stelle e sistemi planetari, può diventare instabile al punto che le stelle nelle parti più esterne dei "bracci" sono espulse dal sistema galattico, determinando il collasso delle stelle rimanenti verso la formazione di una galassia barrata. Questo accade in approssimativamente un terzo delle galassie a spirale conosciute.
Data l'energia cinetica rotazionale totale (in moto ordinato) Trot e l'energia potenziale totale del sistema W, una galassia diventa barrata quando {\displaystyle {\frac {T}{|W|}}>0.15\pm 0.02} circa.